# Bora Ćosić
Bora Ćosić (Zagreb, 5. april 1932) srpski i hrvatski je romanopisac esejista i prevodilac. Rođen 1932. u Zagrebu, živeo je u Beogradu od 1937. do 1992, kada je prešao u Berlin. Napisao je oko 50 knjiga, kao i nekoliko pozorišnih drama, koje su sa velikim uspehom igrane u beogradskom Ateljeu 212. Za roman "Uloga moje porodice u svetskoj revoluciji" dobio je za 1970. godine (za 1969) NIN-ovu nagradu za roman godine.

## Biografija
Bora Ćosić, rođen 1932. u Zagrebu, 1937. sa porodicom preseljen u Beograd. Tu je završio srednju školu u Prvoj muškoj gimnaziji, studirao na odseku filozofije Beogradskog univerziteta. U mladosti je prevodio ruske futurističke pesnike, uređivao je list "Mlada kultura" 1952, reviju "Danas" 1961-1963, časopis "Rok" 1969-1970. Radio je kao dramaturg i umetnički savetnik u filmskim preduzećima "Slavija", 1958-1959, i "Avala", 1962-1963. Sarađivao je na dokumentarnim filmovima, pisao dijalog za igrane filmove. Tokom boravka po Evropi, pored celovitih knjiga objavio je više stotina tekstova po novinama i časopisima Nemačke, Austrije, Švajcarske, Italije, Holandije, Mađarske, Rumunije, Rusije, Poljske, Albanije. Učestvovao je na više od dve stotine čitanja u nekoliko evropskih zemalja. Dao više od stotinu intervjua za različita glasila, štampu, radio i televiziju. Učestvovao na književnim konferencijama, festivalima, simpozijumima, međunarodnim sastancima i kongresima.

## Književno stvaralaštvo
Karijeru pisca započinje romanom Kuća lopova iz 1956. godine te zatim objavljuje knjige eseja Vidljivi i nevidljivi čovek, 1962, Sodoma i Gomora, 1963. godine. Autor je kultnog romana novije srpske proze, Uloga moje porodice u svetskoj revoluciji, 1969, smeštenom u ratnom i posleratnom Beogradu. Ćosić je istovremeno naslednik srednjeevropske prozne tradicije intelektualnog esejizma, kao i jedan od poslednjih intelektualaca koji se emocionalno iskreno identifikovao sa jugoslovenskom himerom, s mešavinom elegičnosti i mučnog preispitivanja nakon njenog raspada. Po tom romanu je snimljen i istoimeni film.
Raspad Jugoslavije odveo je pisca u dobrovoljno izgnanstvo (najčešće boravi u Rovinju i Berlinu, dok objavljuje u Hrvatskoj). Taj deo njegovog stvaralaštva je obeležen uglavnom esejističkim delima, među kojima se ističu Dnevnik apatrida, 1993, (opet jedno poigravanje s fiktivnim identitetom preko kojeg Ćosić iznosi stavove o savremenoj drustvenopolitičkoj stvarnosti), Dobra vladavina, 1995, te Carinska deklaracija, 2000, poluautobiografski tekst natopljen promišljanjima o propalim južnobalkanskim ogledima i autorovim pomešanim osećanjima prema toj tvorevini. Napisao je oko 50 knjiga, izdatih u Srbiji, Hrvatskoj i Nemačkoj.

## Nagrade
- 1969: NIN-ova nagrada, za roman Uloga moje porodice u svetskoj revoluciji.[2]
- 2002: Nagrada za Evropsko razumevanje, za autobiografski esej Carinska deklaracija.[6]
- 2008: Nagrada Albatros Zadužbine Gintera Grasa.[7]
- 2001: Nagrada Stefana Heyma.[8]

## Dela
Nepotpun popis dela:
- Kuća lopova, 1956.
- Vidljivi i nevidljivi čovek, 1962.
- Sodoma i Gomora, 1963.
- Priče o zanatima, 1966.
- Uloga moje porodice u svetskoj revoluciji, 1969.
- Tutori, 1978.
- Poslovi/sumnje/snovi Miroslava Krleže, 1983.
- Doktor Krleža, 1988.
- Rasulo, 1991.
- Dnevnik apatrida, 1993.
- Dobra vladavina (i psihopatologija njenog svakodnevlja), 1995.
- Carinska deklaracija, 2000.
- Pogled maloumnog, 2001.
- Tkanje, 2001.
- Nulta zemlja, 2002.
- Irenina soba, (poezija), 2002.
- Izgnanici, 2005.
- Consul u Beogradu, 2007.
- Put na Aljasku, 2008.
- Zapadno od raja, 2009.
- Kratko detinjstvo u Agramu, 2011.
- Doručak kod Majestica, 2011.

## Spoljašnje veze
- Bora Ćosić на веб-сајту  (језик: енглески)